# Antrodia conchata
Antrodia conchata är en svampart som beskrevs av D.A. Reid 1974. Antrodia conchata ingår i släktet Antrodia och familjen Fomitopsidaceae.   Inga underarter finns listade i Catalogue of Life.